# Sobiesław Sławnikowic

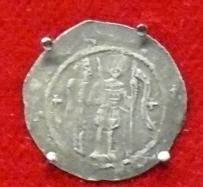
Srebrny denar Sobiesława.

Sobiesław Sławnikowic (zm. 1004) – książę libicki, najstarszy z sześciu synów Sławnika i Strzeżysławy, brat świętego Wojciecha i Radzima (przyrodni).

## Życiorys
Po śmierci ojca i matki rozpoczął otwartą rywalizację z książęcym rodem Przemyślidów, otwierając m.in. mennicę w Libicach, która biła wielką liczbę monet (łącznie do 80 tys.). Rywalizacja ta doprowadziła do wyniszczenia Sławnikowiców przez Przemyślidów.
Jako jedyny, oprócz Wojciecha i Radzima, ocalał z rzezi swego rodu, do której doszło 28 września 995 po zdobyciu Libic przez siły rodu Wrszowców i Bolesława II Pobożnego, księcia czeskiego. W czasie najazdu na Libice brał udział z Bolesławem Chrobrym w wyprawie cesarza Ottona III przeciw Wieletom (od 17 sierpnia do października 995).
Na wieść o dokonanej pod koniec września zagładzie gniazda rodzinnego pozostał w Polsce w służbie Chrobrego. Od księcia prawdopodobnie otrzymał w nadanie gród Żnin wraz z ziemiami leżącymi na Pałukach.
To prawdopodobnie on ściągnął nad Wisłę braci Wojciecha i Radzima, którzy początkowo mieli się udać z misją do Lutyków (Wojciech nauczył się ich języka w Magdeburgu), lecz przeszkadzała im w tym wojna Cesarstwa z Połabianami.
Zginął w 1004 roku w czasie odwrotu Chrobrego z Pragi.